# Mehmed Uzun
Pour les articles homonymes, voir Uzun.
Mehmed Uzun, né en 1953 à Siverek, dans la province de Şanlıurfa, et mort le 10 octobre 2007 à Diyarbakır, est un écrivain et romancier contemporain kurde du Kurdistan de la Turquie.

## Biographie
Mehmet Uzun naît en 1953 dans un village du district de Siverek, dans la province d'Urfa. Il est marqué par son premier jour d'école, quand il est puni pour avoir parlé en kurde, qui est alors la seule langue qu'il connaît. 
Il commence tôt à écrire en kurde. Il écrit dans une petite revue kurde au contenu essentiellement culturel, Rizgarî, dont il devient le rédacteur responsable. Cela lui vaut d'être jugé et emprisonné en 1972, sous l'accusation de « séparatisme ». À la faveur d'une libération conditionnelle, il prend le chemin de l'exil et s'installe en Suède en 1977. Au lendemain du coup d'État militaire de 1980 il est déchu de la nationalité turque. Cette décision sera annulée en 1992.

### L'«École suédoise»
En Suède, il rejoint le cercle de nombreux intellectuels kurdes exilés, qui tentent de contribuer à une renaissance culturelle kurde en développant la littérature. En effet, au début des années 1980, la Suède est un refuge pour la langue kurde, un espace pour la création linguistique et littéraire kurde. 
Mehmed Uzun va devenir l'un des auteurs les plus prolifiques de ce que les Kurdes appellent l'« École suédoise ». Parmi les autres figures de ce courant littéraire, on peut nommer Gundî, Rojen Barnas (né en 1945 ), Firat Cewerî, Seydayê Keleş (né en 1930-), Kemal Burkay (1937), Cigerxwîn, Hesenê Metê et Mehmut Baksî (1944-2001). Ce dernier sera le premier écrivain étranger élu au Comité directeur de l’Union des écrivains suédois. À la suite de son décès en 2001, Mehmet Uzun est appelé à le remplacer dans cette fonction.

### Retour d'exil
En août 2005, après 28 ans d'exil, il rentre en Turquie et s'établit à Istanbul. Il décède d'un cancer le 15 octobre 2007 à Diyarbakir.

### Démarche littéraire
Pour Mehmet Uzun, le fait d'écrire en kurde est en soi un « engagement ». Après son installation en Suède, il déclare que si sa langue n’avait pas été en « danger de disparition », il aurait certainement écrit en suédois.
Selon lui, ses premières difficultés ont été de faire passer une langue non seulement interdite mais surtout cantonnée à l'oralité à une langue d'écriture.
Dans son activité d'auteur, Mehmet Uzun refuse d'être considéré comme un « écrivain kurde folklorique ». Il estime en revanche qu'il se sert de la redécouverte des traditions orales, de la musique, des fables, des divers patois, pour élaborer une littérature romanesque kurde de type moderne.

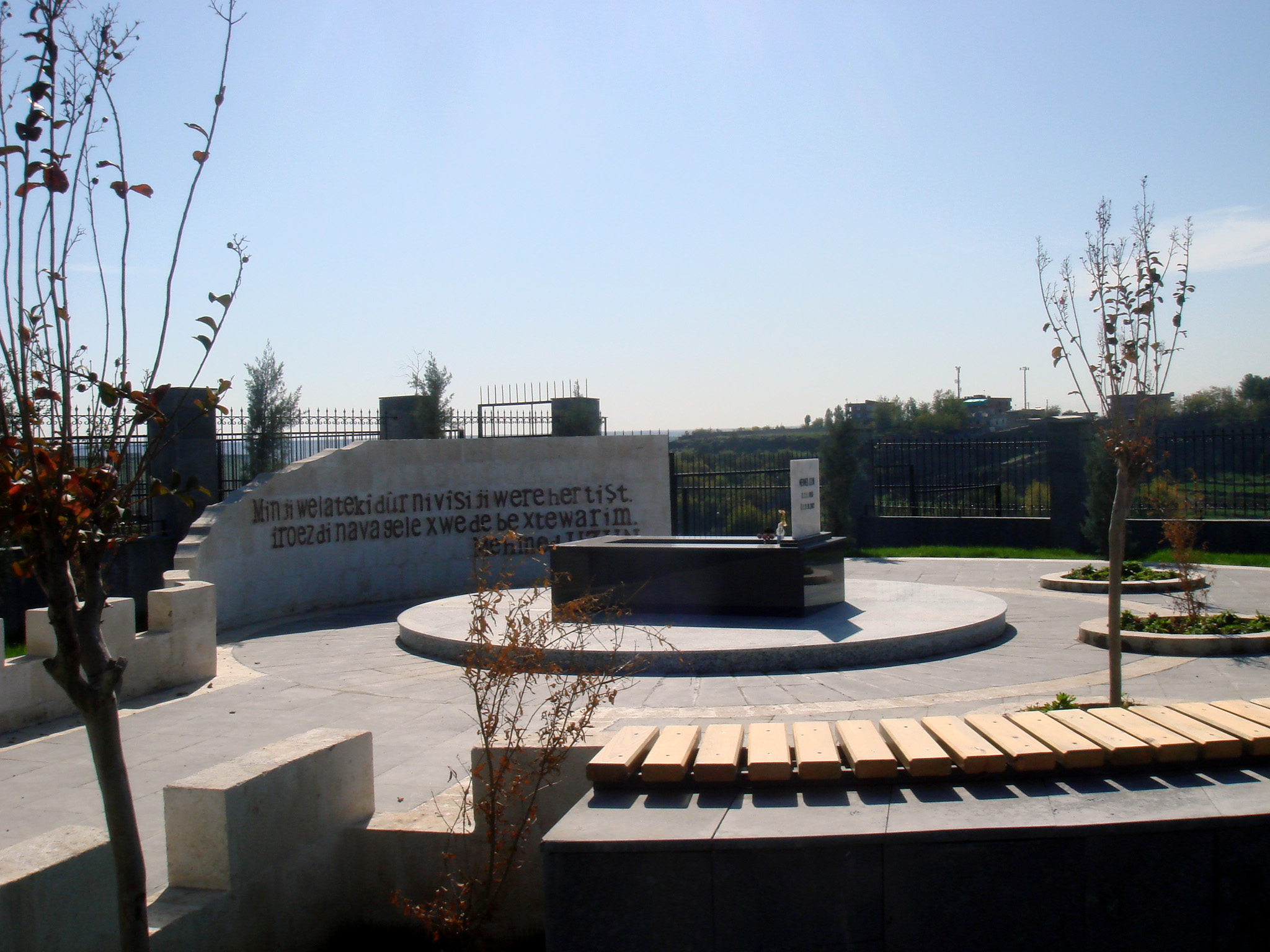
La tombe de Mehmed Uzun à Diyarbakir.

Pendant sa carrière littéraire, il publie sept romans en kurde. Son tout premier et le premier roman kurde moderne est Tu (littéralement : Toi) paru en 1985. En 1995, il édite une anthologie de la littérature kurde, intitulé Antolojiya Edebiyata Kurdî (L'Anthologie de La littérature Kurde) mais aussi en collaboration avec Madeleine Grive une anthologie des ouvrages des écrivants étrangers vivant en Suède intitulé Varlden i Sverige. Le succès est venu avec son roman In The Shadow Of A Lost Love (Siya Evine). L'histoire raconte la lutte d'un intellectuel kurde des années 1920 afin de poursuivre son amour pour une femme et son devoir de combattre la République turque nouvellement formée.
Son roman Bîra qederê (La mémoire du destin) est consacré à la vie de Celadet Bedirxan. il est présenté comme un roman inachevé que Celadet Bedirxan aurait voulu écrire. Le roman est organisé autour de 16 clichés photographiques représentant 16 étapes de la vie de Celadet, prince, militant, intellectuel, linguiste, écrivain. L’insertion d’extraits du journal du héros renforce l’aspect documentaire du roman.
Ses romans sont traduits dans plusieurs langues européennes à partir des années 1990. Deux de ses ouvrages sont publiés en Suède : un recueil d'essais, Granatäppelblomning (littéralement : Les Fleurs de grenade), et le roman La Poursuite de l'ombre (Je av skuggan fr kärlek Förlorad), initialement publié en 1989.
En collaboration avec Madeleine Grive, il a également publié une anthologie internationale, Världen i Sverige (littéralement Le Monde en Suède), une anthologie de textes d'avant-garde par des écrivains qui ne sont pas nés en Suède, mais qui vivent et écrivent là-bas. Il a également fait paraître dans le journal de l'Institut kurde de Paris, Kurmancî. Il est lauréat du prix Torgny Segerstedt 2001 pour son l'ensemble de son œuvre romanesque.
Pour recueillir le vocabulaire et le folklore kurde, il visite un leader kurde irakien dans un village tenu par les rebelles dans une vallée des montagnes irakiennes, passant des soirées dans une tente à l'écoute des poètes et conteurs kurdes, à la lueur d'une lampe à pétrole. Il apprend l'arabe pour lire des poèmes classiques kurdes des 16e et 17e siècles. Dans les années qui suivent, il se met à la recherche des rares exemplaires d'un magazine publié par des exilés kurdes dans les années 1920. Le mauvais destin de ces pionniers constitue l'épine dorsale de deux de ses romans qui détaillent les luttes des Kurdes à travers les âges. Il a également dirigé un comité de rédaction formé d'intellectuels qui payaient le voyage en Europe de Kurdes capables de résoudre les problèmes ardus de vocabulaire.
Quand, après de nombreuses années de vie en exil, il retourne en Turquie pour y prononcer un discours sur la littérature kurde, sept de ses livres, six en kurde et l'autre en turc, ont été censurés par le jugement no 2000/39 du quatrième tribunal de la Sécurité d'État de Diyarbakır, en date du 4 février 2000.

## Postérité
Le 11 octobre 2013, la mairie de l'arrondissement de Yenişehir de Diyarbakir inaugure un parc public en l'honneur de Mehmet Uzun. La pancarte d'entrée est écrite en kurde, tout comme une stèle sur laquelle est gravé un quatrain de l'écrivain, Hilbe Agrî. Exactement quatre ans plus tard, sur l'ordre du ministre de l'Intérieur, la pancarte en kurde est remplacée par une pancarte en turc, sous prétexte que la pancarte originale apposée par la mairie n'avait pas reçu l'approbation de la préfecture,.

## Œuvres

### Romans
- Tu (1985)
- Mirina Kalekî Rind (1987)
- Siya Evînê (1989) Publié en français sous le titre La Poursuite de l'ombre, traduit du kurde par Fawaz Hussain, texte revu par Robert Sctrick, préface de Yachar Kemal, Paris, Phébus, coll. « D'aujourd'hui. Étranger », 1999  (ISBN 2-85940-636-0) ; réédition, Paris, Libretto, coll. « Littérature étrangère » no 622, 2018  (ISBN 978-2-36914-478-6)
- Ji Rojên Evdalê Zeynikê (1991)
- Bîra Qederê (1995)
- Ronî Mîna Evînê Tarî Mîna Mirinê (1998)
- Hawara Dîcleyê I (2003)

### Poésie
- Mirina Egîdekî (1993)

### Autres publications
- Destpêka Edebiyata Kurdî (1992)
- Hêz û Bedewiya Pênûsê (1993), recueil d'essais
- Dinya Li Swêdê, anthologie de littérature kurde moderne, 1995
- Ziman û Roman [La langue et le roman], Stockholm, Nûjen, 1996.
- Antolojiya edebiyata Kurdî, Istanbul, Weşanên Aram, 2003  (ISBN 978-975-8242-85-6)